# Oscar Sherman Gifford
Oscar Sherman Gifford (ur. 20 października 1842 w Watertown w stanie Nowy Jork, zm. 16 stycznia 1913 w Canton w Dakocie Południowej) – amerykański polityk związany z Partią Republikańską.
Po przystąpieniu stanu Dakota Południowa do unii Stanów Zjednoczonych został wybrany przedstawicielem drugiego okręgu wyborczego w stanie Dakota Południowa w Izbie Reprezentantów Stanów Zjednoczonych, gdzie zasiadał w latach 1889–1891.